# Mode 2

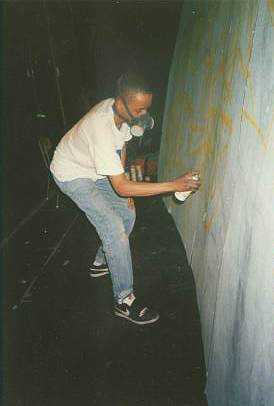
Mode 2 målar inför publik i Stockholm 1989

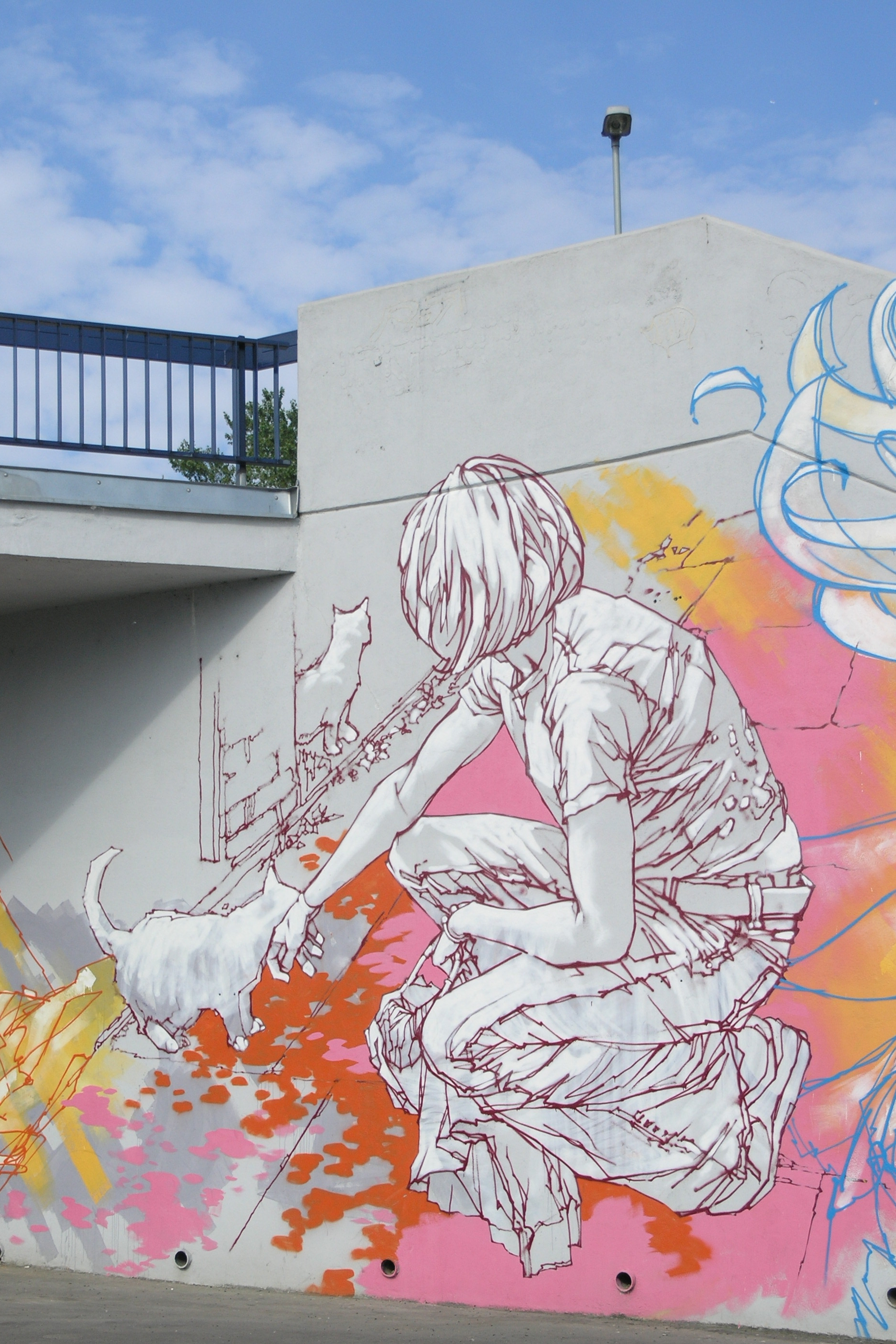
Målning av Mode 2 i Prag

Mode 2 är en pseudonym för en graffitimålare född i november 1967 på Mauritius.
För allmänheten är han främst känd för stora spraymålningar, ibland med trompe l'œil-effekter. Han har också målat tåg och graffiti på duk. Han grundade The Chrome Angels (TCA) i England och Nique ta mere (NTM) i Frankrike. De flesta europeiska graffitimålare har någon gång refererat till eller påverkats av Mode 2. I synnerhet har han förnyat figurmålningarna, characters, inom graffitin.